# Partito dei Verdi di Lituania
Il Partito dei Verdi di Lituania (in lituano: Lietuvos Žaliųjų Partija - LŽP) è un partito politico lituano di orientamento ambientalista fondato nel 2011.

## Risultati elettorali
| Elezione          | Voti   | %    | Seggi   |
| ----------------- | ------ | ---- | ------- |
| Europee 2014      | 40.696 | 3,56 | 0 / 11  |
| Parlamentari 2016 | 24.727 | 2,03 | 1 / 141 |
| Europee 2019      | 28.461 | 2,26 | 0 / 11  |
| Parlamentari 2020 | 19.303 | 1,70 | 1 / 141 |